# 加工貿易
加工貿易（かこうぼうえき、added-profit trade）とは、原材貿易の形態である。

## 解説
加工貿易は、中継貿易と異なり加工のプロセスが追加されている分だけ付加価値が高まるため、有利な貿易であるとされている。最終製品の行き先を輸出に頼る構造であるため、国内経済の変動に左右されにくく、大きな資本力と技術力を有しながら経済基盤の脆弱な国においては基幹産業となるとされている。また、こうした条件を十分満たしていなくても労働賃金が安く生産性が比較的高い国であれば成立しうる余地があるとされている。
さらに、原料調達を外国に依存しているため、コストに応じて調達先を変更できる。国内からの原料調達に依存した場合、コストを理由に取引を切ることが政治的にも困難になるからである。一方で、世界経済の動向や国際政治に影響を受け、原材料価格の高騰に対して有効な策が少ないとされている。しかし第二次世界大戦当時のブロック経済体制よりは国際政治の影響は少ないとされている。
加工貿易をより細分化して、他国より原材料や半製品を輸入して加工した上で輸出を行う「能動的加工貿易」、自国の原材料・半製品を外国に輸出して加工を行わせた上で再輸入する「受動的加工貿易」、「能動的加工貿易」の変形で自国では加工のみを行って、本来の輸出相手である第三国に再輸出する「通過的加工貿易」に分けることもある。

## 世界の加工貿易
加工貿易が増大すれば、中間財貿易が増大する。加工貿易についての統計資料は入手困難であるが、中間財貿易については統計がある。中間財貿易は、世界貿易において、1960年代以降つねに、消費財・資本財・最終財(消費財+資本財)を上回る貿易量を示してきた。経済のグローバル化は、この傾向を強めている。

## 各国の加工貿易
産業革命当時のイギリスはインドやエジプト、アメリカ南部などから綿花を輸入して綿布や綿糸を輸出した。これらの地域はイギリスの植民地もしくは半植民地であり、原材料の輸入価格を安く抑えることが出来た。このように帝国主義の時代には植民地を原材料生産地として発達した本国の加工貿易の例が見られた。
加工貿易は、日本やドイツなど、鉱物資源の乏しい国に多い。

### 日本
日本は、かつて「資源の博物館」「鉱物の標本室」等と呼ばれるほど地下資源が豊富であったが、産業構造の転換とコスト面から利用できる資源は乏しくなった。
1930年代から始まった石油エネルギーの台頭は高度経済成長の時代により進み、格安の石油をエネルギー源とした加工貿易産業が成長した。一方で、国内石炭産業はこの流れから外れ、衰退した。
1980年代初めには自動車産業の躍進を背景に加工貿易は隆盛を極めたが、プラザ合意後の円高により収益性が大幅に低下した。その後、国内の有力な製造業は北米や東南アジア、中国へ生産拠点を移していった。
2002年以降、中国とアメリカの経済成長により再び加工貿易がクローズアップされている。中国の安価な人件費を背景にした工業化は、より高い原料費とより安い販売価格でも収益を確保できるため、生産量が急増し原材料価格の上昇と最終販売価格の低下圧力となっている。これにより代替可能ないくつかの製造業は利幅圧縮に見舞われている。しかし、技術力と生産性を背景にした自動車産業が依然として競争力を保っており、日本の基幹産業となっている。

## 加工貿易の理論
日本は、明治中期以降、基本的に加工貿易に依存してきた。日本にとって、また世界の多くの国にとって重要であるにもかかわらず、加工貿易の理論は不充分な状態にとどまっている。大山道広は、次のように指摘している。
国際貿易論の教科書で解説されている標準的な貿易モデルは、消費財の交換を内容とする水平貿易のモデルである。しかし、現実には原料と消費財の交換を主とする垂直的な貿易も重要である。日本型の加工貿易はまさにそのような貿易の一つの典型である。
先進国と発展途上国の間の垂直貿易vertical tradeの大きな部分が製品と一次産品との交換をとっている。先進国の間でもある程度同様な貿易が行なわれている。
日本語で「加工貿易」を論文題名に掲げた理論論文は、大山道広の2論文にとどまる。世界的にも21世紀に入り加工貿易(processing trade)に関する関心が高まっているが、多くは中国の加工貿易の進展に刺激されたものであり、理論的分析の枠組みが得られているわけではない。
加工貿易は、現在では、中間財貿易、投入財貿易(input trade)、フラグメンテーション(fragmentation)、オフショアリング、グローバル・サプライ・チェーンなどの題目でも研究されている。ただし、加工貿易は輸入した原材料・部品等を加工して再輸出することであり、輸入国の中間財輸入に含まれるが、輸出に際しては最終財に分類されることがありうる。
加工貿易の実証的研究の豊富さに比べて、理論的研究は少ない。例外として池間誠・東田啓作などがある。投入財貿易の画期的な著作とされるジョーンズのGlobalization and input tradeも、理論的課題を提示した意義は大きいが、特定のパターンを前提としている。中間財貿易あるいは投入財貿易を含む一般理論は、リカード理論の拡張として、2007年に塩沢由典により初めて構築された。その解説として、塩沢由典(2014)「新しい国際価値論とその応用」、塩沢由典『リカード貿易問題の最終解決』がある。この理論は、中間財貿易の一般理論であるため、加工貿易や近年注目を
集めている国際付加価値連鎖の発生も説明可能である。